# Igreja Presbiteriana em Alphaville
A Igreja Presbiteriana em Alphaville (IPAlpha) é uma igreja local federada a Igreja Presbiteriana do Brasil, sob jurisdição do Presbitério Pirituba e Sínodo Unido..
A igreja é conhecida pela realização de eventos musicais , bem como por ser o local de surgimento ou congregação de grupos e cantores presbiterianos como a Banda Renascentido e Guilherme Andrade (integrante do Projeto Sola). 
Conforme pesquisa realizada pelo site Vero, em 2017, 51,2% dos moradores do bairro Alphaville eram protestantes, sendo a Igreja Presbiteriana em Alphaville a maior igreja entre as evangélicas no bairro, com 19% da população.

## História
No dia 16 de setembro de 1984, teve início uma congregação presbiteriana em Alphaville, sob iniciativa da Igreja Presbiteriana Unida de São Paulo e liderança do  Presbítero Carlos Alberto Brito Braz, sendo a primeira igreja evangélica do bairro. 
Os primeiros cultos foram realizados nos lares, até quem em 20 de Julho de 1985 de a nova congregação passou a se reunir no Instituto Presbiteriano Mackenzie Tamboré.
Em 1987 a congregação se mudou para o Largo da Igreja Presbiteriana. Em 22 de setembro de 1991 a congregação foi organizada como igreja sob a liderança Rev. Carlos Alberto Brito Braz e passou a se chamar Igreja Presbiteriana em Alphaville. 
Em 2005 o Rev. Hilder Campagnuci Stutz tornou-se o Pastor titular, quando o o Rev. Carlos Alberto Brito Braz tornou-se -pastor Emérito.

## Atualidades
A igreja é parceira da JEAME, uma organização filantrópica que trabalha pela reinserção social de crianças com moradoras de rua, usuários de drogas e jovens infratores.
Outra organização mantida pela igreja é o PROFAZ, que tem convênio com a prefeitura de Santana de Parnaíba, que também trabalha com crianças em situação de risco.
O pastor titular da igreja é o Rev. Hilder C. Stutz. O Rev. Rafael Diedrich é conhecido por ser integrante da Banda Renascentido.
o Rev. Alcindo Almeida, também pastor da igreja, é conhecido pela publicação de livros.
Em 2018, a IPAlpha foi a 15ª igreja federada a IPB com maior arrecadação, e a segunda em São Paulo, conforme o relatório da Tesouraria do Supremo Concílio da Igreja Presbiteriana do Brasil, estando assim entre as maiores igrejas da denominação.

## Doutrina
Como uma igreja federada a Igreja Presbiteriana do Brasil a IPAlpha subscreve a Confissão de Fé de Westminster, Breve Catecismo de Westminster e Catecismo Maior de Westminster. É uma igreja reformada, confessional, calvinista e não ordena mulheres.